# Michael Carter II
Michael Carter II (Douglasville, 8 marzo 1999) è un giocatore di football americano statunitense che milita nel ruolo di cornerback per i New York Jets della National Football League (NFL).

## Carriera

### New York Jets
Carter al college giocò a football all'Università Duke. Fu scelto nel corso del quinto giro (154º assoluto) nel Draft NFL 2021 dai New York Jets. Casualmente i Jets avevano scelto un altro Michael Carter dall'istituto rivale di North Carolina in precedenza quello stesso giorno. Nella sua stagione da rookie mise a  segno 65 tackle e 5 passaggi deviati in 15 presenze, 7 delle quali come titolare.